# Снітинська волость
Снітинська волость — адміністративно-територіальна одиниця Лубенського повіту Полтавської губернії з центром у містечку Снітин.
Старшинами волості були:
- 1900 року козак Семен Максимович Дивинський[1];
- 1904—1913 року Дмитро Якович Поляпун[2],[3];
- 1915 року Іван Йосипович Терещенко[4].